# Dichagyris schawerdae
Dichagyris schawerdae là một loài bướm đêm trong họ Noctuidae.